# Canalejas del Arroyo
Canalejas del Arroyo es un municipio y localidad española de la provincia de Cuenca, en la comunidad autónoma de Castilla-La Mancha. El término municipal, ubicado en la comarca de la Alcarria, tiene una población de 157 habitantes (INE 2024).

## Geografía
La localidad es atravesada por un único arroyo, y su altitud máxima es de 801 m sobre el nivel del mar. El clima es continental, con inviernos fríos y veranos calurosos.
Integrado en la comarca de La Alcarria Conquense, se sitúa a 53 km de la capital provincial. El término municipal está atravesado por la carretera nacional N-320, entre los pK 187 y 193, y por carreteras locales que permiten la comunicación con San Pedro Palmiches, Olmeda de la Cuesta y Castejón. 
El relieve del municipio está definido por las vegas de dos arroyos (arroyo Mierdanchel y arroyo de la Golosa), y por collados y páramos propios de La Alcarria. Por el límite norte pasa el río Guadiela antes de llegar al embalse de Buendía. La altitud oscila entre los 1060 m en un páramo al sur y los 720 m a orillas del río Guadiela. El pueblo se alza a 801 m sobre el nivel del mar.
| Noroeste: Villar del Infantado | Norte: Villar del Infantado         | Nordeste: Albendea y San Pedro Palmiches |
| Oeste: Castejón                |                                     | Este: Cañaveras                          |
| Suroeste: Tinajas              | Sur: Olmeda de la Cuesta y Buciegas | Sureste: Buciegas                        |

## Historia
A mediados del siglo XIX, el lugar tenía contabilizada una población de 739 habitantes. La localidad aparece descrita en el quinto volumen del Diccionario geográfico-estadístico-histórico de España y sus posesiones de Ultramar de Pascual Madoz de la siguiente manera:

CANALEJAS: v. con ayunt. en la prov. y dióc. de Cuenca (7 leg.), part. jud. de Priego (2), aud. terr. de Albacete (29), c. g. de Castilla la Nueva (Madrid 20): sit. á la falda N. de un monte que figura una albarda boca arriba, por cuyo centro corren las aguas de un arroyo que divide la pobl., en el que se eucuentran 7 pequeños puentes que facilitan el paso á personas y caballerías: le combaten los vientos del N., y las enfermedades mas frecuentes son catarros y algunas tercianas: tiene 190 casas distribuidas en 7 calles y una plaza; salas consistoriales y cárcel en un mismo edificio, escuela de primeras letras dotada con 1,580 rs., y frecuentada por niños de ambos sexos; é igl. parr. de primer ascenso (Ntra. Sra. de la Asuncion), servida por un cura párroco que tiene por anejo á la de Buciegas, y sit. en una alturita que domina a la pobl. por el N. y O.: es de las mejores del ob. tanto por su suntuosidad, como por su capacidad y fáb. de buena arquitectura: hay ademas una ermita (Sta. Ana), á un tiro de bala al N. del pueblo, y en ella se halla el cementerio; otra (San Mames) a la parte S. sobre un cerro; 2 fuentes dentro de la v. y 4 en los afueras, todas de agua salobre. Confina el térm. por N. con el r. Guadiela; E. San Pedro Palmiches y Cañaveras; S. Buciegas y Gascueña, y O. Tinajas y Castejon: se estiende una leg. de N. á S., 1 1/2 de E. á O., y comprende los desp. Bronchales y Villares: el terreno es generalmenle bueno; le atraviesa por el N. el mencionado r. Guadiela que divide este térm. del de Villar de Ladron; y ademas 4 arroyos, que 3 de ellos nacen en el mismo térm.: el despoblado Bronchales se encuentra al N. de la v.; tiene 3/4 leg. de estension, se halla poblado de encina, romero y algunos robles, y sirve para pastos de ganados. Los caminos son de pueblo a pueblo y se hallan en mal estado, por la aspereza del terreno. El correo se recibe en Gascueña los jueves y domingos, y se lleva los miércoles y sábados. prod.: trigo, cebada, avena, escaña, alazor, cáñamo, aceite y vino; hay cria de ganado lanar, cabrio y vacuno y caza de liebres, conejos y perdices. ind.: la agrícola, ganadería, un molino de aceite con 2 piedras, y 2 harineros con una cada uno á 1/4 leg. de la v. pobl.: 186 vec. 739 alm. cap. prod.: 1.990,100 rs. imp. 99,505): importe de los consumos 7,569 rs. 14 mis. El presupuesto municipal asciende a 1,500 rs. y se cubre en parte con productos de propios, y el déficit por reparto vecinal.
(Madoz, 1846, p. 388)

Hasta la reforma de la nomenclatura municipal de 1916 el municipio se llamaba simplemente Canalejas. En dicha fecha su nombre fue modificado por el de Canalejas del Arroyo.

## Demografía
Canalejas del Arroyo cuenta con una población de 157 habitantes (INE 2024).
| Gráfica de evolución demográfica de Canalejas del Arroyo entre 1842 y 2021 |
| |
| Población de derecho según los censos de población del INE Población de hecho según los censos de población del INEEn estos censos se denominaba Canalejas: 1842, 1857, 1860, 1877, 1887, 1897, 1900 y 1910 |

## Economía
Su población se dedica principalmente a la agricultura (trigo, cebada y olivo), además de la ganadería.

## Administración y política
| Periodo   | Nombre                   | Partido |
| --------- | ------------------------ | ------- |
| 1979-1983 | Félix Rincón Gil         | UCD     |
| 1983-1987 | Félix Rincón Gil         | AP      |
| 1987-1991 | Félix Rincón Gil         | PP      |
| 1991-1995 | Javier Corredor Polo     | PSOE    |
| 1995-1999 | Ángela Rincón Soria      | PP      |
| 1999-2003 | Ángela Rincón Soria      | PP      |
| 2003-2007 | Ángela Rincón Soria      | PP      |
| 2007-2011 | Ángela Rincón Soria      | PP      |
| 2011-2015 | Ángela Rincón Soria      | PP      |
| 2015-2019 | Emiliano Vallejo Vallejo | PSOE    |
| 2019-2023 | Emiliano Vallejo Vallejo | PSOE    |
| 2023-act. | Emiliano Vallejo Vallejo | PSOE    |

## Patrimonio

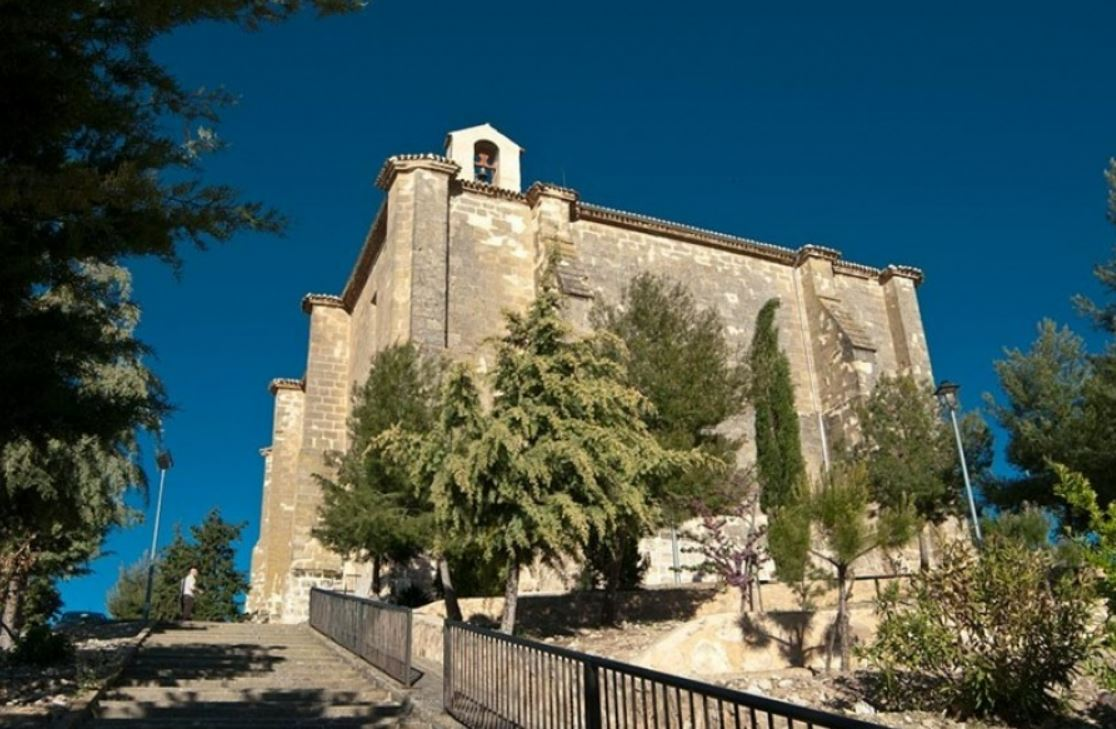
Iglesia de la Asunción

En la localidad se encuentra una iglesia parroquial bajo la advocación de Nuestra Señora de la Asunción, con un altar barroco.
Cuenta con cinco ermitas, tres principales consagradas a San Roque, San Mamés y la Virgen de la Envía; y otras dos más pequeñas: San Isidro y San Antonio (ésta en el mismo casco urbano). 

## Fiestas
- Las fiestas de San Mamés, patrón de Canalejas, se celebran el 17 de agosto.
- Se celebra romería a La Virgen de la Embía el día 8 de septiembre.
- San Isidro Labrador es celebrado el 15 de mayo.